# كارل بروير (سياسي)
كارل بروير هو سياسي أمريكي، ولد في 8 مارس 1957 في ويتشيتا في الولايات المتحدة، وتوفي بنفس المكان في 12 يونيو 2020 بسبب مرض. نشط حزبياً في الحزب الديمقراطي.